# Robert Inglis

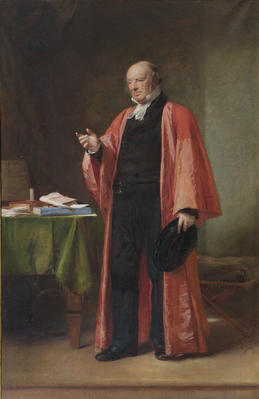
Robert Inglis

Sir Robert Harry Inglis, 2. Baronet (* 12. Januar 1786; † 5. Mai 1855 in London) war ein britischer konservativer Politiker.

## Leben und Wirken
Er stammte aus der ersten Ehe des Sir Hugh Inglis, 1. Baronet, mit Catherine, der Erbtochter des Harry Johnson, Gutsherr von Milton Bryant in Bedfordshire.
Robert Harry Inglis besuchte das Winchester College; er studierte am Christ Church, Oxford. Er widmete sich dem Studium der Rechte; 1806 erhielt er den BA, 1809 den MA.
Inglis wurde 1818 Barrister. 1820 erbte er beim Tod seines Vaters dessen Adelstitel als Baronet, of Milton Bryan in the County of Bedford. 1824 als Abgeordneter für Dundalk und 1826 für Ripon ins House of Commons gewählt, trat er, nachdem Robert Peel 1829 wegen seines Meinungswechsels in Sachen der Katholikenemanzipation sein Mandat für die Universität Oxford niedergelegt, demselben als Kandidat der Antikatholiken entgegen und siegte mit großer Mehrheit.
Seitdem Vertreter der Universität im Unterhaus, galt er als Führer der hochkirchlichen Partei desselben, widersetzte sich der Katholikenemanzipation, der Parlamentsreform, der Abschaffung der Kornzölle und der Judenemanzipation und bewies sich überhaupt als entschiedener Gegner aller Neuerungen auf staatlichem wie auf kirchlichem Gebiet.
1847 war er Präsident der Britischen Association, und 1850 wurde er der Nachfolger Walter Scotts in dem Ehrenamt eines Professors der Altertümer an der königlichen Akademie der Künste. Im Januar 1854 legte er sein Parlamentsmandat aus gesundheitlichen Gründen nieder.
Am 18. Februar 1807 heiratete er Mary, Tochter von Joseph Seymour Biscoe vom Pendhill Court, Bletchingley, Surrey.
Inglis starb am 5. Mai 1855 in seinem Haus am Bedford Square in London. Mangels männlicher Nachkommen erlosch sein Adelstitel bei seinem Tod.